# Damias caerulescens
Damias caerulescens är en fjärilsart som beskrevs av Butler 1889. Damias caerulescens ingår i släktet Damias och familjen björnspinnare. Inga underarter finns listade i Catalogue of Life.